# Ritratto di don Ferdinando di Borbone
L'opera raffigurante il Ritratto di Don Ferdinando di Borbone di Johann Zoffany è un dipinto ad olio su tavola (107 x 86 cm) eseguito nel 1778–1779 e conservato presso la Galleria nazionale di Parma.

## Descrizione
Inserito in una splendida cornice originale, il dipinto raffigura don Ferdinando di Borbone, duca di Parma e Piacenza dal 1765 al 1802. Seduto su un'elegante poltrona in stile Luigi XV, il sovrano è effigiato a tre quarti di figura con il cane a fianco, sullo sfondo di un paesaggio che lascia scorgere chiaramente la reggia di Colorno, sua residenza prediletta; indossa un elegante abito ufficiale, con calze bianche, pantaloni al ginocchio e marsina rossa di velluto dove sono appuntate le onorificenze più prestigiose (si distinguono l'Ordine del Toson d'oro e quelli dello Spirito Santo, dell'Immacolata e di San Gennaro) e un'elegante panciotto in teletta d'argento ricamato a motivi floreali, su cui è appuntata la croce dell'Ordine Costantiniano di San Giorgio, di squisita ed elegante fattura, particolarmente ammirevole per la raffinata resa dei tessuti.

## Storia
Il ritratto si inserisce appieno nella ritrattistica aulica di tradizione britannica alla quale il pittore originario di Francoforte si era avvicinato dopo il suo trasferimento in Inghilterra nel 1760.
Zoffany giunse a Parma nella primavera del 1778 dopo un proficuo soggiorno fiorentino nel quale era venuto a contatto, attraverso i ricchi residenti inglesi, con la corte degli Asburgo-Lorena: fu forse proprio la granduchessa di Toscana, Maria Luisa, ad inviare il pittore nella città emiliana, dove viveva la sorella Maria Amalia, moglie appunto di don Ferdinando.
Il quadro costituiva parte della collezioni museali già nel 1791, esposto nella Sala delle Adunanze dell'Accademia delle Belle Arti.